# San Felipe (Costa Rica)
San Felipe è un distretto della Costa Rica facente parte del cantone di Alajuelita, nella provincia di San José.